# 楊少荃
楊少荃（1862年—1943年），又名楊開甲，湖北漢陽人，晚清、民國時期教育家，出生於基督教新教家庭。曾任四川軍政府外交署長。

## 生平
楊少荃出生於基督教新教家庭，是名虔誠信徒，父親是聖公會牧師。1879年就讀傳教士開辦的武昌文華學堂，1887年由漢口聖公會推薦到英國伯明罕大學留學，畢業後取得教育學碩士學位。1901年到成都府開辦郵政，成為四川省郵政的創始人之一。
在四川期間，經英國公誼會差會傳教士霍德進的介紹，楊少荃結識了來自重慶璧山的公誼會教徒楊國屏和另一名公誼會傳教士陶維新（Robert John Davidson），這三人很快成為摯友。1909年，楊少荃改宗公誼會，後擔任四川公誼會會長多年，並兼任成都基督教青年會會長。
同年（1909），他和陶維新合作在成都開辦華西協合中學，又稱華西高等預備學堂，即後來華西協合大學的前身。1911年四川軍政府成立後，擔任外交署長。1935年當選華西邊疆研究學會會長，成為該學會的首位華人會長。